# 거제 신선대

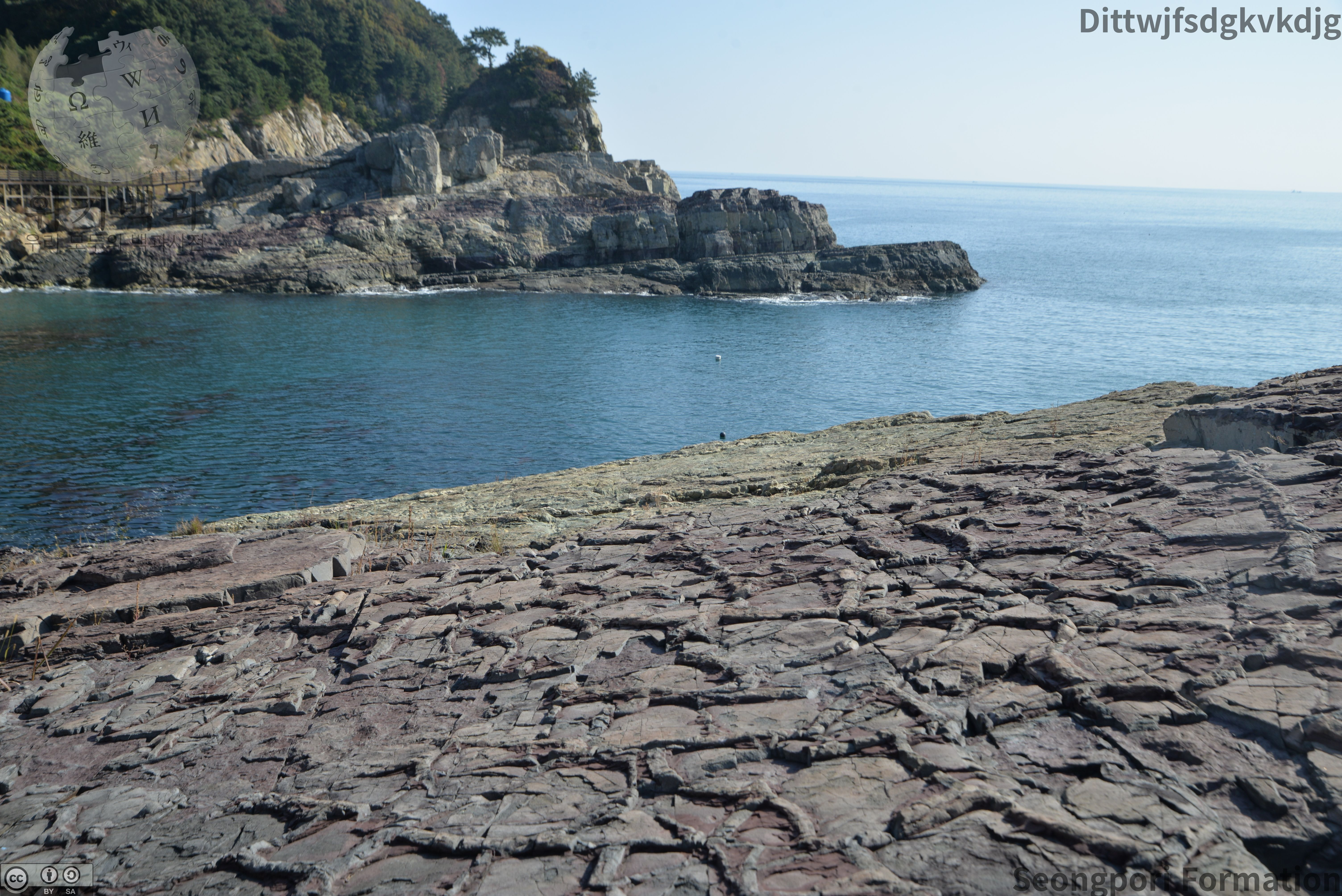
거제 신선대와 경상 누층군 성포리층

거제 신선대(巨濟 神仙臺)는 경상남도 거제시 남부면 갈곶리에 있는 경상 누층군 성포리층 바위이다. 이곳에서는 성포리층의 암상을 자세히 관찰할 수 있으며 특히 매우 선명한 연흔과 건열 구조가 다수 관찰된다. 

## 소개
거제시 남부면 갈곶리에 있는 바위로 이름의 유래는 신선들이 이 곳에 내려와서 풍류를 즐긴 곳이라고 하여서 명명하였다. 북쪽으로는 도장포마을과 거제 바람의 언덕이 있으며 바다 건너로 거제 해금강과 접한다. 바위에 올라가면 남해안의 풍경이 펼쳐지며 그 아래로 내려가면 몽돌해변으로 이어져서 함목해수욕장으로도 갈 수 있다. 신선대 입구에 해금강테마박물관이 있다.
거제시 남부면 해금강로 110 오른쪽에 주차장이 있고 거제 신선대로 이어지는 나무데크길이 있다. 이 길을 따라 250 m 전진하면 성포리층으로 구성된 거대한 암반이 나타난다. 바다에 인접한 절벽이기 때문에 추락에 주의하여야 한다. 

## 지질
거제 바람의 언덕 및 거제 신선대 해안에는 녹회색 사암과 적자색 이암으로 구성된 성포리층 상에 익룡 발자국의 화석과 새발자국, 드물게 용각류의 공룡 발자국 화석이 산출된다. 이와 동시에 선명한 연흔, 건열 퇴적 구조와 퇴적동시성 연질퇴적변형구조(SSDS)가 나타난다.
신선대와 신선대 북서쪽 파식대에서는 공룡 및 새발자국 화석, 해식애, 파식대, 해식동굴, 건열, 연흔, 단층, 타포니 등 다양한 지형 및 지질 유산이 밀집되어 있다. 성포리층 지층 내에는 여러 방향의 절리가 발달하고 있어 층리와 절리가 서로 교호하며, 적색의 이암층에서 반복적으로 선명한 연흔과 건열이 출현한다. 특히 건열이 지표에 노출된 후 이암이 먼저 침식되어 날아가고 균열 구조를 메웠던 사질 암상이 잔존하여 마치 와플 과자와 같은 다각형 돌출 구조를 보이게 되었다. 북서쪽 파식대의 성포리층에는 조각류와 용각류 및 익룡의 발자국 화석이 발달하나 침식과 풍화로 인해 식별하기 힘들다. 신재열 외(2022)는 거제 신선대의 지질과 해안지형 경관을 조사하고 갈곶 지오트레일 개발을 제안하였다.

## 사진
거제 신선대
- 거제 신선대 입구의 안내 표지판
- 신선대로 이어지는 나무데크길
북위 34° 44′ 21.0″ 동경 128° 39′ 45.2″ / 북위 34.739167°  동경 128.662556°
- 추락주의 표지판과 절벽
북위 34° 44′ 16.5″ 동경 128° 39′ 45.6″ / 북위 34.737917°  동경 128.662667°
- 안산암질 암맥 구조
북위 34° 44′ 16.7″ 동경 128° 39′ 45.7″ / 북위 34.737972°  동경 128.662694°
- 미세 연흔 구조
북위 34° 44′ 17.0″ 동경 128° 39′ 45.7″ / 북위 34.738056°  동경 128.662694°
- 퇴적암을 관입한 암맥
북위 34° 44′ 16.9″ 동경 128° 39′ 45.6″ / 북위 34.738028°  동경 128.662667°
- 북위 34° 44′ 16.9″ 동경 128° 39′ 45.7″ / 북위 34.738028°  동경 128.662694°
- 북위 34° 44′ 16.9″ 동경 128° 39′ 45.7″ / 북위 34.738028°  동경 128.662694°
- 북위 34° 44′ 16.7″ 동경 128° 39′ 46.1″ / 북위 34.737972°  동경 128.662806°
- 북위 34° 44′ 16.9″ 동경 128° 39′ 46.5″ / 북위 34.738028°  동경 128.662917°
- 건열 구조
북위 34° 44′ 17.0″ 동경 128° 39′ 46.5″ / 북위 34.738056°  동경 128.662917°
- 북위 34° 44′ 17.0″ 동경 128° 39′ 46.9″ / 북위 34.738056°  동경 128.663028°
- 북위 34° 44′ 18.6″ 동경 128° 39′ 45.9″ / 북위 34.738500°  동경 128.662750°
- 절리 구조
북위 34° 44′ 17.4″ 동경 128° 39′ 47.5″ / 북위 34.738167°  동경 128.663194°
- 연흔 구조
북위 34° 44′ 17.4″ 동경 128° 39′ 47.4″ / 북위 34.738167°  동경 128.663167°
- 북위 34° 44′ 23.4″ 동경 128° 39′ 40.3″ / 북위 34.739833°  동경 128.661194°
- 넓은 층리면과 층리
북위 34° 44′ 17.1″ 동경 128° 39′ 47.1″ / 북위 34.738083°  동경 128.663083°
- 선명한 연흔 구조
북위 34° 44′ 17.9″ 동경 128° 39′ 46.2″ / 북위 34.738306°  동경 128.662833°
- 바위 위 건물은 파라다이스 별장마을펜션(거제시 남부면 해금강로 98-5)
북위 34° 44′ 17.5″ 동경 128° 39′ 46.0″ / 북위 34.738194°  동경 128.662778°
- 북위 34° 44′ 20.9″ 동경 128° 39′ 42.3″ / 북위 34.739139°  동경 128.661750°
- 자색층과 회색층의 교호
북위 34° 44′ 20.9″ 동경 128° 39′ 42.1″ / 북위 34.739139°  동경 128.661694°
- 선명한 건열 구조
북위 34° 44′ 21.4″ 동경 128° 39′ 46.7″ / 북위 34.739278°  동경 128.662972°
- 자색층과 회색층의 교호
북위 34° 44′ 21.2″ 동경 128° 39′ 41.4″ / 북위 34.739222°  동경 128.661500°
- 규모가 큰 건열구조로 쪼개진 빈틈을 채운 사질 부분이 풍화에 강해 마치 와플 과자와 같이 위로 돌출되어 있다.
북위 34° 44′ 23.3″ 동경 128° 39′ 39.3″ / 북위 34.739806°  동경 128.660917°
- 북위 34° 44′ 20.8″ 동경 128° 39′ 40.6″ / 북위 34.739111°  동경 128.661278°
- 북위 34° 44′ 22.3″ 동경 128° 39′ 47.4″ / 북위 34.739528°  동경 128.663167°
- 북위 34° 44′ 21.1″ 동경 128° 39′ 40.3″ / 북위 34.739194°  동경 128.661194°
- 북위 34° 44′ 21.7″ 동경 128° 39′ 46.5″ / 북위 34.739361°  동경 128.662917°
- 연흔과 건열이 동시에 나타난다.
북위 34° 44′ 22.0″ 동경 128° 39′ 42.1″ / 북위 34.739444°  동경 128.661694°
- 북위 34° 44′ 21.2″ 동경 128° 39′ 39.2″ / 북위 34.739222°  동경 128.660889°
- 북위 34° 44′ 21.8″ 동경 128° 39′ 47.3″ / 북위 34.739389°  동경 128.663139°
- 연흔과 건열이 동일 층준에서 나타난다. 연흔이 먼저 생성된 후 건열이 생긴 것으로 추정된다.
북위 34° 44′ 21.9″ 동경 128° 39′ 42.0″ / 북위 34.739417°  동경 128.661667°
- 연흔과 건열이 동시에 나타난다.
북위 34° 44′ 21.9″ 동경 128° 39′ 41.9″ / 북위 34.739417°  동경 128.661639°
- 연흔과 건열이 동시에 나타난다.
북위 34° 44′ 21.9″ 동경 128° 39′ 41.9″ / 북위 34.739417°  동경 128.661639°
- 층리면 전반에 걸쳐 연흔이 나타난다.
북위 34° 44′ 22.0″ 동경 128° 39′ 41.6″ / 북위 34.739444°  동경 128.661556°

## 같이 보기
- 경상 누층군 성포리층
- 거제시의 지질
- 거제 바람의 언덕
- 거제 해금강
- 도장포항
- 연흔과 건열